# چن زن (ورزشکار)
چن زن (انگلیسی: Chen Zhen؛ زادهٔ ۱۱ ژانویهٔ ۱۹۶۳) بازیکن هندبال اهل چین بود.